# Amanda Sandbergh
Amanda "Mandis" Katarina Sandbergh, född 11 juli 1873 i byn Överklinten, Bygdeå församling, Västerbottens län, död 12 januari 1961 i Danderyds församling, verkade som frälsningsofficer och sångförfattare. 
Hon blev frälsningsofficer som 25-åring och deltog i Frälsningsarméns internationella kongress i London 1914. Efter hemkomsten författade hon sångtexten De komma från öst och väst till en melodi av Evangeline Booth.
Sandberghs texter är skyddade av upphovsrätt till och med 2031. Hon är begravd på Norra begravningsplatsen utanför Stockholm.

## Psalmer
- De komma från öst och väst, nummer 302 i Solskenssånger III, nummer 323 i den ekumeniska delen av den svenska psalmboken (dvs psalm 1-325 i 1986 års psalmbok, Cecilia 1986, Psalmer och Sånger 1987, Segertoner 1988 och Frälsningsarméns sångbok 1990).
- Medan kärleken från korset talar, nummer 699 i Frälsningsarméns sångbok 1990 till en melodi från Hawaii.